# ديبي رووي
ديبي رووي (بالإنجليزية: Debbie Rowe)‏ هي ممرضة أمريكية، ولدت في 6 ديسمبر 1958 في سبوكين في الولايات المتحدة.

## وصلات خارجية
- ديبي رووي على موقع IMDb (الإنجليزية)
- ديبي رووي على موقع إن إن دي بي (الإنجليزية)
- ديبي رووي على موقع كينوبويسك (الروسية)